# De Toren van Babel (Wenen)
De Toren van Babel is het schilderij van de Zuid-Nederlandse schilder Pieter Bruegel de Oude in het Kunsthistorisches Museum in Wenen.

## Voorstelling
Het verbeeldt de bouw van de Toren van Babel door de Babyloniërs, naar het Bijbelverhaal (Genesis 11:4):

Nu zeiden ze [de Babyloniërs]: ‘Laten we een stad bouwen met een toren, waarvan de spits tot in de Hemel reikt; dan krijgen wij naam en worden wij niet over de aardbodem verspreid.

God strafte de Babyloniërs echter voor hun hoogmoed met de Babylonische spraakverwarring en vernietigde de toren. Op het schilderij van Bruegel is te zien hoe de toren tot voorbij de wolken letterlijk tot aan de hemel reikt. De toren wordt gebouwd in een grote ommuurde havenstad. Op en rondom de toren krioelt het van de bedrijvigheid. Op de toren zijn talloze mensen druk aan het bouwen. In de haven voor de toren zijn een groot aantal zeilschepen afgemeerd. Op de voorgrond is de opdrachtgever van de toren afgebeeld, koning Nimrod, te midden van zijn gevolg en vele ambachtslieden.
Het werk is meer dan alleen een uitbeelding van het Bijbelverhaal. In de 15e en 16e eeuw werd het onderwerp vooral gekozen als symbool van de 'verkeerde wereld', de zelfoverschatting en incompetentie van de mens. De manier waarop Bruegel de architectuur van de toren uitbeeldde, met talrijke bogen en andere voorbeelden van Romeinse bouwkunst, doet denken aan het Colosseum in Rome, dat door de christenen in de tijd van Bruegel gezien werd als een symbool van de vervolging.

## Versies
Een ander schilderij met hetzelfde onderwerp, De "Kleine" Toren van Babel uit omstreeks 1563, bevindt zich in het Museum Boijmans Van Beuningen in Rotterdam. In een inventaris van de miniatuurschilder Giulio Clovio uit 1577 wordt een schildering op ivoor genoemd. Het is echter onbekend of deze derde versie nog bestaat.

## Toeschrijving en datering
Het werk is linksonder, op een bouwblok, gesigneerd en gedateerd ‘·BRVEGEL·FE[cit]· / ·M·CCCCC·LXIII’ (Bruegel heeft [dit] gemaakt [in het jaar] 1563).

## Herkomst
Het werk was in 1566 in het bezit van de Antwerpse koopman Nicolaes Jonghelinck. Vermoedelijk in 1566 werd het overgedragen aan de Stad Antwerpen. In zijn Schilder-boeck uit 1604 meldt Karel van Mander dat er op dat moment twee versies van de Toren van Babel door Bruegel zijn in de verzameling van keizer Rudolf II, te weten ‘een groot stuck/ wesende eenen thoren van Babel/ daer veel fraey werck in comt/ oock van boven in te sien. Noch een der selver Historie/ cleen oft minder wesende’. Men gaat ervan uit dat het hier om de werken in Wenen en Rotterdam gaat. Later wordt het vermeld in de verzameling van Leopold Willem van Oostenrijk. Deze liet zijn verzameling na aan zijn neef keizer Leopold I, waarna het keizerlijk eigendom werd.
- Koninklijk Instituut voor het Kunstpatrimonium: 11029259
- RKDimages: 241870

Landschap met de parabel van de zaaier (1557) · Wie een varken is, moet in het kot (1557) · Twaalf spreekwoorden (1558) · De spreekwoorden (1559) ·  De strijd tussen Vasten en Vastenavond (1559) · De kinderspelen (1560) · De zelfmoord van Saul (1562) · Twee aapjes (1562) · De val der opstandige engelen (1562) · De triomf van de dood (ca. 1562) · Dulle Griet (1563) · De vlucht naar Egypte (1563) · Gezicht op de baai van Napels (ca. 1563) · De bouw van de toren van Babel (1563) · De aanbidding door de wijzen in de sneeuw (1563) · De kruisdraging (1564) · De aanbidding door de wijzen (1564) · De ontslaping van Maria (ca. 1564) · Christus en de overspelige vrouw (1565) · De hooitijd (juni/juli) (1565) · De oogst (augustus/september) (1565) · De terugkeer van de kudde (oktober/november) (1565)  · Jagers in de sneeuw (december/januari) (1565) · De sombere dag (februari/maart) (1565) · Winterlandschap met schaatsers en vogelknip (1565) · De kindermoord te Bethlehem (ca. 1566) · De boerenbruiloftsdans (1566) · De volkstelling te Bethlehem (1566) · De prediking van Johannes de Doper (1566) · De Sint-Maartenswijn (1566-67) · Het Land van Kokanje (Luilekkerland) (1567) · De bekering van Paulus (1567) · Het bruiloftsmaal (ca. 1567) · De dorpskermis (ca. 1567) · De toren van Babel (ca. 1568?) · Drie soldaten (1568) · De nestrover (1568) · De misantroop (1568) · De parabel van de blinden (1568) · Hoofd van een boerin (ca. 1568) · De kreupele bedelaars (1568) · De ekster op de galg (1568)
Landschap met de verschijning van Christus aan het meer van Tiberias (1553) · De aanbidding door de wijzen (ca. 1556) · De val van Icarus (ca. 1565)
De grote vissen eten de kleine · Zeeslag in de Straat van Messina